# Elisabeth Raudaschl
Elisabeth Raudaschl est une sauteuse à ski autrichienne, née le 7 novembre 1997.

## Biographie
Membre du club NST Salzkammergut, elle participe à sa première compétition internationale en 2010, une manche de la Coupe continentale, à l'époque première division du circuit féminin mondial. Elle inaugure son palmarès en 2012, lors des Jeux nordiques de l'OPA, où elle obtient la médaille de bronze en individuel. Elle gagne en 2013 une médaille de bronze par équipes au Festival olympique de la jeunesse européenne.
Finalement, elle fait ses débuts en Coupe du monde en janvier 2014 à Planica, marquant des points sur le deuxième concours (23e).
En février 2015, elle devient vice-championne du monde junior à Almaty, derrière Sofya Tikhonova.
En décembre 2015, elle obtient son meilleur résultat dans la Coupe du monde avec une 14e à Lillehammer. Elle est depuis essentiellement cantonnée à la Coupe continentale, où elle obtient son premier podium en décembre 2018 à Notodden.

## Palmarès

### Coupe du monde
- Meilleur classement général : 27e en 2016.
- Meilleur résultat individuel : 14e.

#### Classements généraux annuels
| Année | Rang |
| 2014  | 49e  |
| 2016  | 27e  |

### Championnats du monde junior
- Médaille d'argent en individuel en 2015.
- Médaille de bronze au concours par équipes en 2017.

### Coupe continentale
- 1 podium.